# Выводово
Вы́водово (укр. Ви́водове) — село,
Выводовский сельский совет,
Томаковский район,
Днепропетровская область,
Украина.
Код КОАТУУ — 1225482001. Население по переписи 2001 года составляло 584 человека.
Является административным центром Выводовского сельского совета, в который, кроме того, входят сёла
Глухое,
Долинское,
Жмерино,
Новый Мир,
Новопавловка,
Стрюковка и ликвидированное село
Украинское.

## Географическое положение
Село Выводово находится в 1,5 км от села Жмерино, в 2,5 км от сёл Новопавловка и Стрюковка.
По селу протекает пересыхающий ручей с запрудой.
Рядом проходит автомобильная дорога Т-0420.

## История
- Около села обнаружены остатки скифского поселення (IV—III вв. до н. э.).
- В начале XIX века эти земли придобрёл генерал Стрюков, который привёз из Орловской губернии 7 семей крепостных и поселил их в хуторе Стрюковка.

## Экономика
- ООО «Славутич».

## Объекты социальной сферы
- Школа.
- Фельдшерский пункт.
- Дом культуры.